# Sońsk (village)
Pour les articles homonymes, voir Sońsk.
Sońsk (prononciation : [sɔɲsk]) est un village polonais de la gmina de Sońsk dans le powiat de Ciechanów de la voïvodie de Mazovie dans le centre-est de la Pologne.
Il est le siège administratif de la gmina (district administratif) appelée gmina de Sońsk.
Il se situe à environ 11 kilomètres au sud-est de Ciechanów (siège du powiat) et à 66 kilomètres au nord de Varsovie (capitale de la Pologne).
Le village possède une population de 881 habitants en 2006.

## Histoire
De 1975 à 1998, le village appartenait administrativement à la voïvodie de Ciechanów.